# 綿愍
慶良郡王綿愍（1797年3月6日—1836年11月11日），愛新覺羅氏，慶僖親王永璘第三子，生母繼室武佳氏，慶親王系第二代。
他在嘉慶二年二月（1797年）出生，嘉慶七年十二月（合1803年）朝廷受封他為奉恩輔國公，到嘉慶二十四年正月（1819年）升為貝子，次年三月（1820年）接替父親成為慶親王第二代，但因為慶親王並非世襲罔替的爵位，因此他的封爵只是郡王。
道光十六年十月（1836年）他去世，虛齡四十岁，由於他無子，故此由養子奕綵襲封慶親王系第三代，而朝廷允許奕綵以郡王爵位再襲封一次。

## 家庭

### 妻妾
- 嫡福晉額扎氏：護軍參領額爾金泰之女。嘉慶十六年二月，被許配給綿愍，恩賞其父銀一千兩，以辦理婚事[1]。
- 繼福晉富察氏：雲麾使都倫之女。道光二十年去世[2]。

### 女
- 長女：聘與科爾沁冰圖郡王淋沁佳爾燦之長子頭等台吉阿玉喜立為妻。